# Jann Mardenborough
Jann Mardenborough (Darlington, 9 september 1991) is een Brits autocoureur. Hij is de zoon van voormalig voetballer Steve Mardenborough.

## Carrière
In tegenstelling tot de meeste andere coureurs heeft Mardenborough geen langdurige ervaring in het karting. Op achtjarige leeftijd begon hij te karten in zijn woonplaats Cardiff. Toen hij elf was, werd de lokale kartbaan gesloten. Zijn familie had geen geld om zijn racecarrière voort te zetten, dus moest hij stoppen met karten.
In 2011 nam Mardenborough deel aan de Nissan GT Academy, een competitie gesponsord door Nissan en Sony. De deelnemers nemen hieraan deel door te racen in het PlayStation-spel Gran Turismo. De winnaar krijgt de kans om een professioneel autocoureur te worden. Mardenborough versloeg 90.000 andere gamers en won de competitie in 2011. De prijs voor deze overwinning was een zitje bij Nissan in de 24 uur van Dubai. Hij behaalde hier een derde plaats in zijn klasse. In 2012 nam Mardenborough deel aan het Britse GT-kampioenschap. Samen met Alex Buncombe won hij de race op Brands Hatch en eindigden zij als zesde in het GT3-kampioenschap. Hiernaast nam hij ook deel aan vier raceweekenden van de Blancpain Endurance Series.
In 2013 stapte Mardenborough over naar het formuleracing. Aan het begin van het jaar nam hij deel aan de Toyota Racing Series in Nieuw-Zeeland voor het team ETEC Motorsport. Hij was hier de beste rookie en eindigde het seizoen als tiende in het kampioenschap. Hierna keerde hij terug naar Europa, waar hij een zitje kreeg voor het nieuwe Europees Formule 3-kampioenschap in 2013 voor het team Carlin Motorsport. Voor dit team ging hij ook in het Britse Formule 3-kampioenschap rijden. In het Europees kampioenschap wist hij viermaal punten te behalen, waardoor hij als 21e eindigde in het kampioenschap, terwijl hij in het Britse kampioenschap met één podiumplaats op Spa-Francorchamps als zesde eindigde. Hiernaast maakte hij ook zijn debuut in de 24 uur van Le Mans voor het team Greaves Motorsport, waarmee hij samen met Michael Krumm en eveneens GT Academy-winnaar Lucas Ordóñez in de LMP2-klasse als derde en in totaal als negende eindigde.
In 2014 keerde Mardenborough terug in de Toyota Racing Series voor het team Giles Motorsport. Op de Timaru International Motor Raceway behaalde hij zijn eerste overwinning in het formuleracing, waarna hij er op het Highlands Motorsport Park en het Hampton Downs Motorsport Park nog twee aan toevoegde. In het kampioenschap werd hij met acht punten achterstand op Andrew Tang tweede. Vervolgens werd hij ingelijfd door het Red Bull Junior Team en maakt hij zijn GP3-debuut in 2014 voor het team Arden International. Op de Hockenheimring behaalde hij zijn eerste overwinning in het kampioenschap. Met nog een podiumplaats op de Hungaroring eindigde hij als negende in het kampioenschap met 77 punten. Ook nam hij deel aan de 24 uur van Le Mans, waar hij voor het team OAK Racing samen met Alex Brundle en voormalig GT Academy-winnaar Mark Shulzhitskiy als vijfde in de LMP2-klasse en als negende in totaal eindigde.
In 2015 blijft Mardenborough actief in de GP3, maar stapt hij over naar het team Carlin. Daarnaast rijdt hij ook voor Nissan Motorsports in het FIA World Endurance Championship. Tijdens het raceweekend op het Monza maakte hij 2015 voor Carlin eenmalig de overstap naar de GP2 Series als vervanger van Sean Gelael, die dat weekend verplichtingen had in de Formule Renault 3.5 Series.
Mardenborough maakte in 2016 een opzienbarende stap door te verhuizen naar Japan om te racen in de prestigieuze Super GT en Super Formula. Hij waagde zich meteen in de GT300-klasse van Super GT, waar hij direct indruk maakte. Een overwinning en de titelstrijd sierden zijn debuutjaar, terwijl hij in de Japanse Formule 3-competitie het zilver pakte.
Mardenborough behield in 2017 zijn stoelen in zowel Super GT als Super Formula en bewees zijn talent met twee overwinningen in Super GT, wat hem een podiumplaats in het kampioenschap opleverde. De coureur maakte daarnaast zijn debuut in de legendarische 24 uur van Le Mans, een mijlpaal in zijn carrière.
Een promotie naar de GT500-klasse van Super GT volgde in 2018. Mardenborough voegde hier een nieuwe overwinning in Super GT aan toe en breidde zijn ervaring uit met deelname aan de Blancpain GT Series Endurance Cup. 
Mardenborough bleef in 2019 actief in Super GT en maakte de overstap naar team Kondo Racing. Overwinningen bleven dat jaar uit, maar hij beklom meerdere podiumplaatsen. De coureur waagde zich daarnaast voor het eerst in de DTM, een nieuwe uitdaging in zijn repertoire.
Het jaar 2020 markeerde Mardenborough's vijfde opeenvolgende fulltime seizoen in Japan. Voor het eerst in zijn carrière reed hij met dezelfde teamgenoot en wagencombinatie gedurende het hele seizoen. Overwinningen bleven uit, maar hij behaalde twee podiumplaatsen in Super GT.
Mardenborough verlegde in 2021 zijn grenzen door simulatorcoureur te worden in de Formule E. De 24 uur van Le Mans in de LMP2-klasse voegde hij toe aan zijn palmares.
De coureur bleef in 2022 simulatorcoureur in de Formule E en werd reserverijder in de Japanse Super Taikyu Series.
Momenteel richt Mardenborough zich op zijn rol als simulatorcoureur in de Formule E, met mogelijk gastoptredens in diverse races.
Naast zijn race-activiteiten is Mardenborough een geliefde figuur op sociale media en bekleedt hij een ambassadeursrol voor Nissan en PlayStation.